# Saignes (Cantal)
Saignes é uma comuna francesa na região administrativa de Auvérnia-Ródano-Alpes, no departamento de Cantal. Estende-se por uma área de 6,82 km². Em 2010 a comuna tinha 844 habitantes (densidade: 123,8 hab./km²).